# Ennahda
Ennahda (in arabo حركة النهضة‎?, Ḥarakat al-Nahḍa, lett. Movimento della Rinascita), è un partito politico tunisino di orientamento islamista moderato.
Quando il 1º marzo 2011 il regime del generale Zine El-Abidine Ben Ali è collassato sull'onda della grandi manifestazioni di piazza, nella cosiddetta Rivoluzione dei Gelsomini, il governo provvisorio tunisino ha riconosciuto al Movimento il diritto di costituirsi in partito politico.
Originariamente noto come Azione Islamica, il partito ha mutato il suo nome in Movimento della Tendenza Islamica (MTI) e nel 1989 in Ḥizb al-Nahḍa. Sebbene esso s'inserisca nella linea di pensiero dell'egiziano Sayyid Qutb e del pakistano Abu l-A'la Maududi, a partire dal 1980 il partito ha ripudiato la violenza come strumento di lotta politica, conoscendo una svolta moderata, pur restando nell'orbita del pensiero e degli ideali fondamentalistici. Il Partito preconizza infatti una "via tunisina all'Islamismo", riconoscendo la legittimità di un sistema pluripartitico. Il partito ha anche accettato che con l'Occidente si apra un dialogo.
Il Partito della Rinascita si esprime favorevolmente nei confronti della visione liberistica dell'economia e della politica e ha affermato di non credere in una costituzione essenzialmente islamista dello Stato. Ciò però non viene del tutto creduto da chi non dimentica gli esordi politici del suo leader maggiormente rappresentativo, Rāshid Ghannūshī, sostenitore della necessità della violenza per disfarsi dei regimi arabi corrotti e sostenuti dall'Occidente, come la Tunisia.

A poco è servito il suo "ripensamento" ufficiale e il fatto che abbia condannato in un secondo momento la lotta armata per la conquista del potere, nella convinzione che in ogni caso la Tunisia avrebbe premiato legalmente il partito in caso di elezioni libere e non manipolate. Tutte le dichiarazioni di Ghannūshī sono considerate dai suoi critici puramente di facciata e un esempio della dissimulazione (taqiya) di cui i fondamentalisti non cesserebbero mai di dar prova nei loro discorsi ufficiali.
Nelle elezioni tunisine del 1989, il partito fu messo al bando e il regime gli impedì quindi di partecipare, tanto da costringerlo a prender parte alla tornata elettorale sotto le vesti di "indipendenti". In tale circostanza il partito ebbe tra il 10% e il 17% dei voti.
Il partito al-Nahḍa pubblica il quotidiano al-Fajr (L'Alba). Il direttore, Hamadi Jebali, è stato condannato a 16 anni di carcere nel 1992 per aver partecipato a un'organizzazione non autorizzata e per "eversione con l'intento di mutare la natura dello Stato".
Ai membri di al-Nahḍa è stato consentito di prender parte alle elezioni del 1989 ma il movimento è stato nuovamente messo proscritto nel 1991. Si pensa che la televisione in lingua araba al-Zaytūna abbia collegamenti con al-Nahḍa.
In occasione delle manifestazioni di massa del 2010-2011, circa un migliaio di tunisini hanno dato il loro benvenuto a Rāshid Ghannūshī al suo ritorno a Tunisi da Londra (dove aveva operato come consulente di Tony Blair quando questi era Primo ministro del Regno Unito). Ghannushi ha dichiarato che il suo partito avrebbe "firmato una dichiarazione congiunta di principi con gli altri gruppi d'opposizione tunisini".
Il 22 gennaio 2011, in un'intervista ad Al Jazeera TV, Rāshid Ghannūshī ha confermato di essere contrario alla restaurazione di un Califfato islamico (come invece chiede al-Qāʿida) e di sostenere gli sforzi per una democrazia parlamentare.
Appartiene a questo partito Souad Abderrahim, la donna che il 3 luglio 2018 è stata eletta sindaco di Tunisi: è la prima donna a ricoprire questa carica nei Paesi arabi.